# 萨摩亚近扇蟹
萨摩亚近扇蟹（学名：Xanthias samoensis）为扇蟹科近扇蟹属的动物。分布于萨摩亚群岛以及中国大陆的西沙群岛等地，生活环境为海水，多生活于珊瑚礁浅水中。